# Горная система
Горная система — горы (или их крупная часть), объединённые территориально, имеющие общую причину происхождения и обладающие морфологическим единством. Горная система состоит из совокупности горных хребтов, горных массивов, нагорий, межгорных впадин и долин. Отдельные крупные составляющие рельефа горной системы (хребты, впадины) представляют собой проявление единого механизма горообразования и связаны между собой.
Понятие «Горная система» нередко совпадает с понятием «горная страна», но может быть её частью или объединять в себе несколько горных стран. Горный пояс представляет собой несколько горных систем, вытянутых в единую полосу. В пределах горной системы, как правило, преобладает какой-то один тип гор — складчатых, глыбовых, вулканических и других. Как правило, горная система привязана к определённым тектоническим элементам земной коры: молодым складчатым областям, где горные породы подвергаются сжатию и сминаются в складки; рифтовым зонам, где происходит растяжение коры; активизированным платформам, где происходит раздробление древних горных пород на блоки и их поднятие и другим. 
Самая протяжённая наземная горная система — Анды в Южной Америке — 9000 км, морская горная система — Северный Атлантический хребет — 8200 км.

## Основные горные системы Земли
- Горный Алтай
- Монгольский Алтай
- Альпы
- Анды (Андийские Кордильеры)
- Аппалачи
- Атлас
- Армянское нагорье
- Гималаи
- Большие Гималаи
- Восточные Гималаи
- Гиндукуш
- Гиссаро-Алай
- Большой Кавказ
- Малый Кавказ
- Каракорум
- Карпаты
- Кордильеры
- Крымские Горы
- Куньлунь
- Памир
- Пиренеи
- Саяны
- Драконовы горы
- Тянь-Шань
- Урал[3][4]